# (1432) Ethiopia
(1432) Ethiopia – planetoida z pasa głównego asteroid okrążająca Słońce w ciągu 3 lat i 248 dni w średniej odległości 2,38 au. Została odkryta 1 sierpnia 1937 roku w Union Observatory w Johannesburgu przez Cyrila Jacksona. Nazwa planetoidy pochodzi od Etiopii, nazwy starożytnej Abisynii. Przed jej nadaniem planetoida nosiła oznaczenie tymczasowe (1432) 1937 PG.